# Maszda
Maszda – według „Sumeryjskiej listy królów” jedenasty władca należący do tzw. I dynastii z Kisz. Dotyczący go fragment brzmi następująco:
"Maszda (z Kisz), syn Ataba, panował przez 840 lat".